# 톰 프록터
톰 프록터(Tom Proctor, 1953년 1월 1일 ~ )는 미국의 배우, 스턴트 배우이다.
미국에서 태어났다.

## 영화
- 하트, 베이비 (2017, Heart, Baby)
- 윌슨 (2017년)
- 국가의 탄생 (2016년) - 브랜틀리 역
- 가디언즈 오브 갤럭시 (2014년) - 호루즈 역
- 신스 (2013년) - 존 역
- 노예 12년 (2013년) - 비디 역
- 더 쿠리어 (2012년)
- 프럼 다크니스 (2011년)
- 팬데믹 (2009년)
- 데이 노우 (2006년)
- 스타를 벗겨라 (1996년)
- 윈드러너 (1995년) - 컨빅트 #1 역
- Breaking Free (1995)
- 샤도우 이블 (1995년)